# Museum Erding

Museums-Altbau (Vordergrund) und Neubau (Hintergrund rechts)

Das Museum Erding ist ein Heimatmuseum in Erding. Träger ist die Stadt Erding.

## Geschichte
Der Erdinger Schuhmachermeister Anton Bachmair gründete 1856 das Museum. Er legte mit Musikeruniformen, Waffen und anderen Gegenständen den Grundstein für die Sammlung. Mit über 160 Jahren Sammlungsgeschichte zählt es zu den ältesten kommunalen Museen Bayerns. In den folgenden Jahrzehnten war es in verschiedenen Räumlichkeiten untergebracht: Im alten Rathaus, in der Schrannenhalle und im neuen Rathaus. Während des Zweiten Weltkriegs war es über 10 Jahre ausgelagert. 
Seit 1986 befindet es sich im ehemaligen Antoniusheim, einem Haus aus dem späten 17. Jahrhundert, das ab von 1855 als „Kinderbewahranstalt“ und später bis 1972 als Kindergarten diente.
2010 kam der goldfarben geschuppte Neubau hinzu.

## Sammlung

Erdinger Ansichten vor 1900

Die Sammlung umfasst rund 60.000 Objekte, darunter der Spangenbarrenhort von Oberding.
Im Altbau des Museums wird die Vor- und Frühgeschichte sowie die Entwicklung der Stadt seit ihren Anfängen präsentiert. Der Neubau ist zwei bedeutenden Erdinger Handwerken gewidmet: den Glockengießern und den Loderern.
Der moderne Anbau von 2010 mit gold-schimmernden Platten schmiegt sich an den historischen Altbau an. Den Besucher empfängt vor dem Eingang eine Bilderwand, die ein Panoptikum des Erdinger Alltags präsentiert und sich durch das gesamte Foyer ins Innere des Museums zieht: 100 Quadratmeter Bilderwand lassen ein facettenreiches Gesamtbild von Menschen, Häusern und Geschehnissen seit 1960 entstehen. Die rund 1800 Fotos sind Teil des Gesamtkonzeptes „Lebendiges Museum“, das sich in allen Ausstellungsabschnitten zeigt: Jedes Thema hat neben fest installierten Modulen einen eigenen veränderbaren Bereich, der für Sonderausstellungen oder spezifische Aktionen genutzt wird.